# Ricinoléate de sodium
Le ricinoléate de sodium est le sel de sodium de l'acide ricinoléique, le principal acide gras dérivé de l'huile de ricin. Il est utilisé dans la fabrication du savon, où sa structure moléculaire le fait mousser plus facilement que les savons de sodium comparables dérivés d'acides gras. C'est un composé bactéricide. Il présente plusieurs phases structurelles polymorphes.
En tant qu'agent tensioactif, le ricinoléate de sodium est un irritant pour la peau et les muqueuses humaines, provoquant des réactions d'hypersensibilité.
Le ricinoléate de sodium entrait dans la composition de certains dentifrices, c'était l'ingrédient caché derrière le code "SR" du dentifrice Gibbs SR, le premier produit à avoir fait l'objet d'une publicité à la télévision britannique, en 1955.